# Hellébore fétide
Helleborus foetidus
 (février 2021).
Si vous disposez d'ouvrages ou d'articles de référence ou si vous connaissez des sites web de qualité traitant du thème abordé ici, merci de compléter l'article en donnant les références utiles à sa vérifiabilité et en les liant à la section « Notes et références ».
Espèce
Classification phylogénétique
L'Hellébore fétide, Ellébore fétide ou Pied-de-griffon (Helleborus foetidus L.), est une espèce de plantes vivaces de la famille des Ranunculaceae et du genre Helleborus. C’est la seule espèce de la section Griphopus.

## Étymologie et autres noms
Le nom hellébore semble venir du terme « helibar » ou « helebar » tiré d'un dialecte sémitique qui signifirait : remède contre la folie. L'hellébore fétide était en effet utilisé contre les troubles psychiques, mais cette utilisation est à proscrire en raison de sa toxicité qui peut entraîner la mort. Elle est qualifiée de fétide en raison de l'odeur repoussante de la plante quand on la touche.
L'Hellébore fétide est aussi appelé : rose de serpent, patte d'ours, mords-cheval, herbe printanière, favalau.
L'écriture Helleborus fœtidus est fautive. En effet, les noms scientifiques sont réputés latins mais ils s'écrivent toujours sans ligature. L'écriture valable est donc Helleborus foetidus.

## Description
L’Hellébore fétide est une plante glabre, à tige herbacée robuste de 30 à 45 cm de haut, atteignant 80 cm à 1 m lors de la floraison.
Le feuillage persistant, d’un vert plus ou moins foncé, malodorant lorsqu’il est froissé, devient plus foncé en hiver. Les feuilles toutes caulinaires, sont disposées horizontalement autour de la tige. Elles sont profondément divisées en 7 à 11 segments (feuille pédalée), la foliole centrale restant indivise. Les folioles étroites sont à bordure en dents de scie.

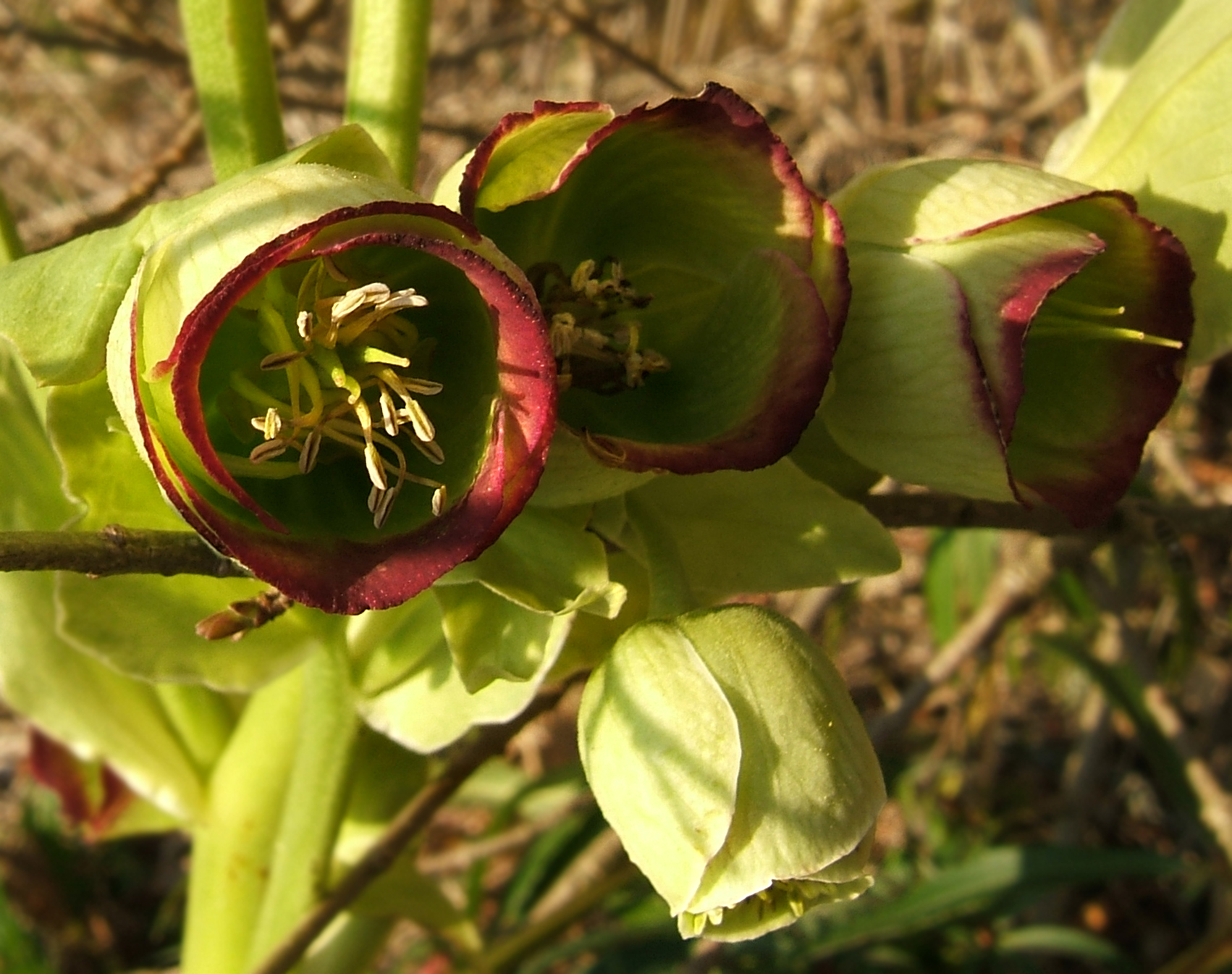
Détail de l'inflorescence

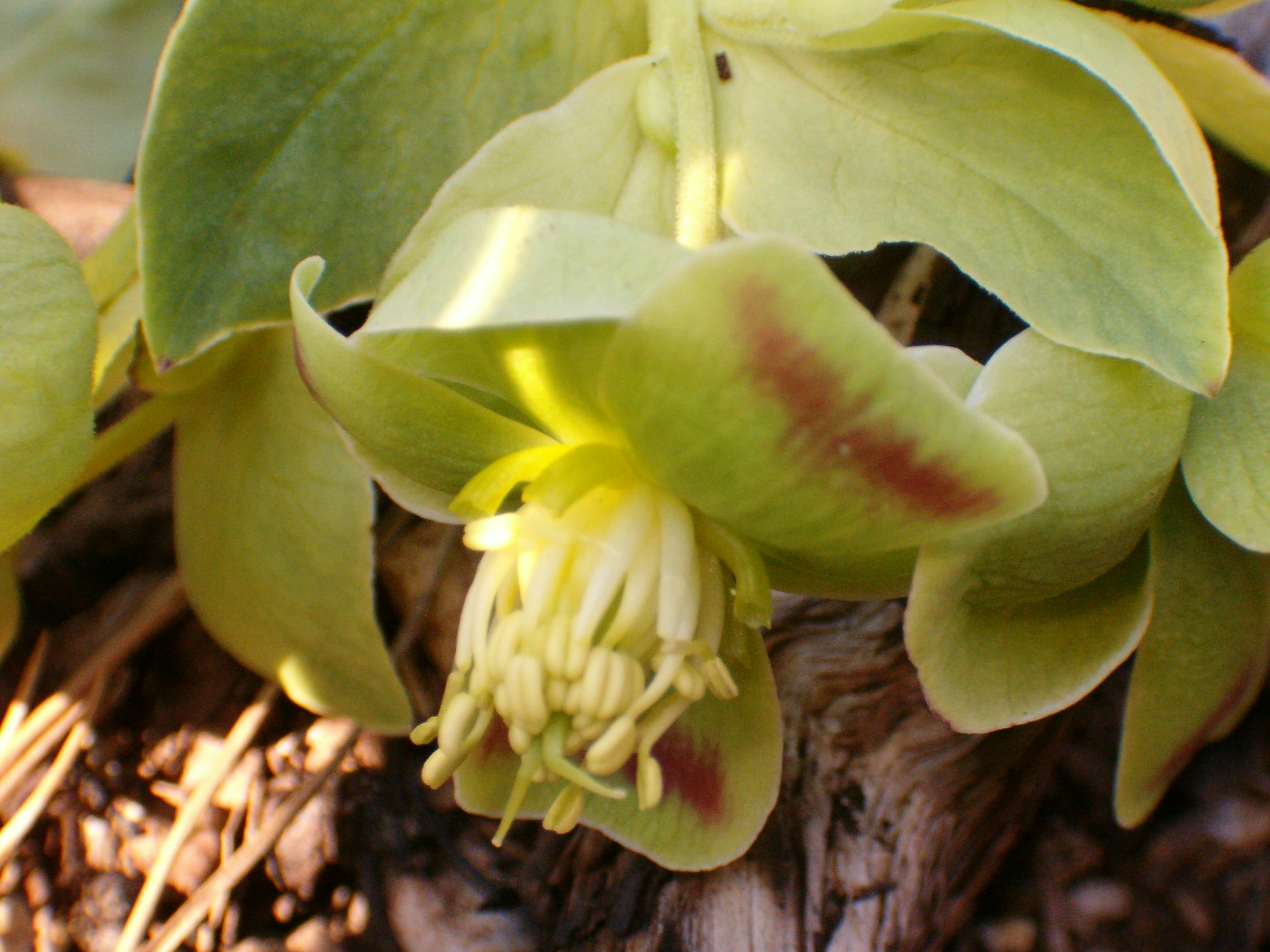
Vue intérieure d'une fleur : pétales en cornet

Les petites fleurs vertes symétriques (2 à 2,5 cm de diamètre) en clochettes penchées (protection contre les intempéries) ont souvent une marque rouge sur leur bord. Elles sont composées de 5 sépales pétaloïdes persistants et de 5 pétales transformés en cornet sécrétant du nectar (plante mellifère). Les fleurs protandres à étamines nombreuses plus grandes que les pétales, apparaissent en grand nombre en inflorescence en cyme unipare hélicoïde au sommet de la tige au-dessus des bractées ovales vert pâle, qui contrastent avec le feuillage plus foncé.
Les fleurs, qui apparaissent de janvier à avril et produisent une grande quantité de pollen, sont visitées par des insectes diptères, ainsi que par les abeilles et les bourdons.
Le fruit est composé de 1 à 5 follicules coriaces renflés à maturation, ridés transversalement et surmontés d'un bec. Les graines, qui possèdent un élaïosome , sont semées par les fourmis (myrmécochorie). On retrouve ainsi les rejetons souvent à plusieurs mètres des plantes mères.
L’hellébore fétide fleurit ordinairement deux fois, la première fois vers cinq ans (entre quatre et neuf ans, parfois déjà la seconde année). De nouvelles tiges naissant de la souche assurent une seconde floraison l'année suivante, cette seconde floraison étant généralement suivie par la mort de la plante. Comme les autres hellébores caulescents, l’hellébore fétide est parfois monocarpe.
Comme tous les hellébores, l’hellébore fétide est une plante vénéneuse.

## Habitat
L’hellébore fétide est répandu dans une grande partie de l’Europe subméditerranéenne et subatlantique. On l’y rencontre dans les chênaies thermophiles, les broussailles et les endroits rocheux en sol plutôt sec, calcaire ou neutre, voire franchement acide en situation ensoleillée, jusqu’à 1 800 m d’altitude.
L’hellébore fétide est commun dans toute la France sauf en Bretagne et dans le Nord. On le rencontre aussi dans la moitié sud de la Belgique et le sud de l'Angleterre.
L'espèce est présente dans la partie occidentale du bassin méditerranéen, et en allant vers l'est jusqu'à l'Italie.